# Kommunalvalen i Sverige 1988
Kommunalvalen i Sverige 1988 genomfördes söndagen den 18 september 1988. Vid detta val valdes kommunfullmäktige för mandatperioden 1988–1991 i samtliga 284 kommuner.

## Valresultat
| Parti                | Parti                             | Röster            | Röster | Röster | Mandatfördelning | Mandatfördelning |
| Parti                | Parti                             | Antal             | %      | +− %   | Antal            | +−               |
| -------------------- | --------------------------------- | ----------------- | ------ | ------ | ---------------- | ---------------- |
|                      | Socialdemokraterna                | 2 262 495         | 41,6   | -2,0   | 5 870            | -115             |
|                      | Moderata samlingspartiet          | 987 165           | 18,1   | -2,5   | 2 133            | -367             |
|                      | Centerpartiet                     | 677 772           | 12,5   | +0,6   | 2 242            | +66              |
|                      | Folkpartiet                       | 616 950           | 11,3   | −1,1   | 1 401            | −124             |
|                      | Miljöpartiet de Gröna             | 302 797           | 5,6    | +3,1   | 693              | +456             |
|                      | Vänsterpartiet kommunisterna      | 286 982           | 5,5    | +0,2   | 622              | +19              |
|                      | Kristdemokratiska Samhällspartiet | 152 427           | 2,8    | +0,8   | 360              | +82              |
|                      | Övriga partier                    | 142 763           | 2,6    | —      | 243              | —                |
| Antal giltiga röster | Antal giltiga röster              | 5 439 351         | 100,0  |        | 13 564           | +44              |
| Ogiltiga röster      | Ogiltiga röster                   | 68 123            |        |        |                  |                  |
| Totalt               | Totalt                            | 5 507 474 (84,0%) |        |        |                  |                  |

### Övriga partier
(Som fick mandat i flera kommuner)
- Arbetarpartiet kommunisterna, 12 platser
- Vänsterpartiet kommunisterna-Kommunal vänster, 8 platser
- KPMLr-Revolutionärerna, 7 plaster
- Frihetliga Kommunalfolket, 5 platser
- Fria demokraterna, 5 platser

### Kartor
| Majoritetsförhållanden i kommunfullmäktige | Majoritetsförhållanden i kommunfullmäktige |
| 1985 | 1988                                       |
| --- | ------------------------------------------ |
| |                                            |
| S+VPK i absolut majoritet S+VPK i relativ majoritet M+C+FP+KDS i absolut majoritet M+C+FP+KDS i relativ majoritet Jämnt mellan blocken Tredje parti i relativ majoritet |                                            |